# Heteromyza commixta
Heteromyza commixta – gatunek muchówki z rodziny błotniszkowatych i podrodziny Heleomyzinae.
Gatunek ten opisany został w 1901 roku przez Jamesa Edwarda Collina.
Muchówka o ciele długości około 6 mm. Głowa jej odznacza się obecnością zarówno włosków jak i szczecinek na policzkach, a u samców także stopniowo ściętym czołem, pośrodku nie szerszym niż twarz. Tułów cechuje się dobrze rozwiniętymi przedszwowymi szczecinkami śródplecowymi, obecnością szczecinek na propleurach oraz nagim przedpiersiem. Skrzydła mają długie pterostygmy i kolcopodobne szczecinki na żyłce kostalnej dłuższe niż owłosienie. Środkowa para odnóży ma na goleniach po jednej, dobrze rozwiniętej ostrodze.
Owad znany z Irlandii, Wielkiej Brytanii, Holandii, Niemiec, Norwegii, Szwecji, Szwajcarii, Austrii, Włoch, Polski, Czech, Słowacji, Rumunii, Bułgarii, Serbii i Czarnogóry.